# Руси Матеев
Руси Матеев е български политик.

## Биография
Роден е през 1855 година в град Търговище. След Руско-турската война от 1877-1878 се премества да живее във Варна. Там започва да търгува със зърнени храни. Член е на Комисариата на новоучреденото Българско търговско параходно дружество. Два пъти е кмет на град Варна - януари 1893 – май 1894 и януари 1901 – юли 1902. През 1893 година по негово настояване Стефан Стамболов е обявен за почетен гражданин на града. По време на втория му мандат се устройва Морската градина, построява се павилион за музика и други. Съосновател на Варненското археологическо дружество в началото на юни 1902 г..
Умира на 3 април 1926 година във Варна..